# Marie Kazimíra d’Arquien
Marie Kazimíra Louise de La Grange d'Arquien (polsky Maria Kazimiera; 28. červen 1641, Nevers – 30. leden 1716, Blois), známá pod zdrobnělinou Marysieńka („Maruška“), byla francouzská šlechtična a královna (1674–1696) Polsko-litevského soustátí.

## Život
Marie přišla do Polska už v pěti letech jako dvorní dáma Ludoviky Marie Gonzagové, polské královny italsko-francouzského původu. U dvora se seznámila s Janem Sobieským, jenž se tam vyskytoval od roku 1656. Jejím manželem se však v roce 1658 stal Jan „Sobiepan“ Zamoyski. Zamoyski zemřel v roce 1665; 14. července téhož roku se ovdovělá Marie vdala za Sobieského.

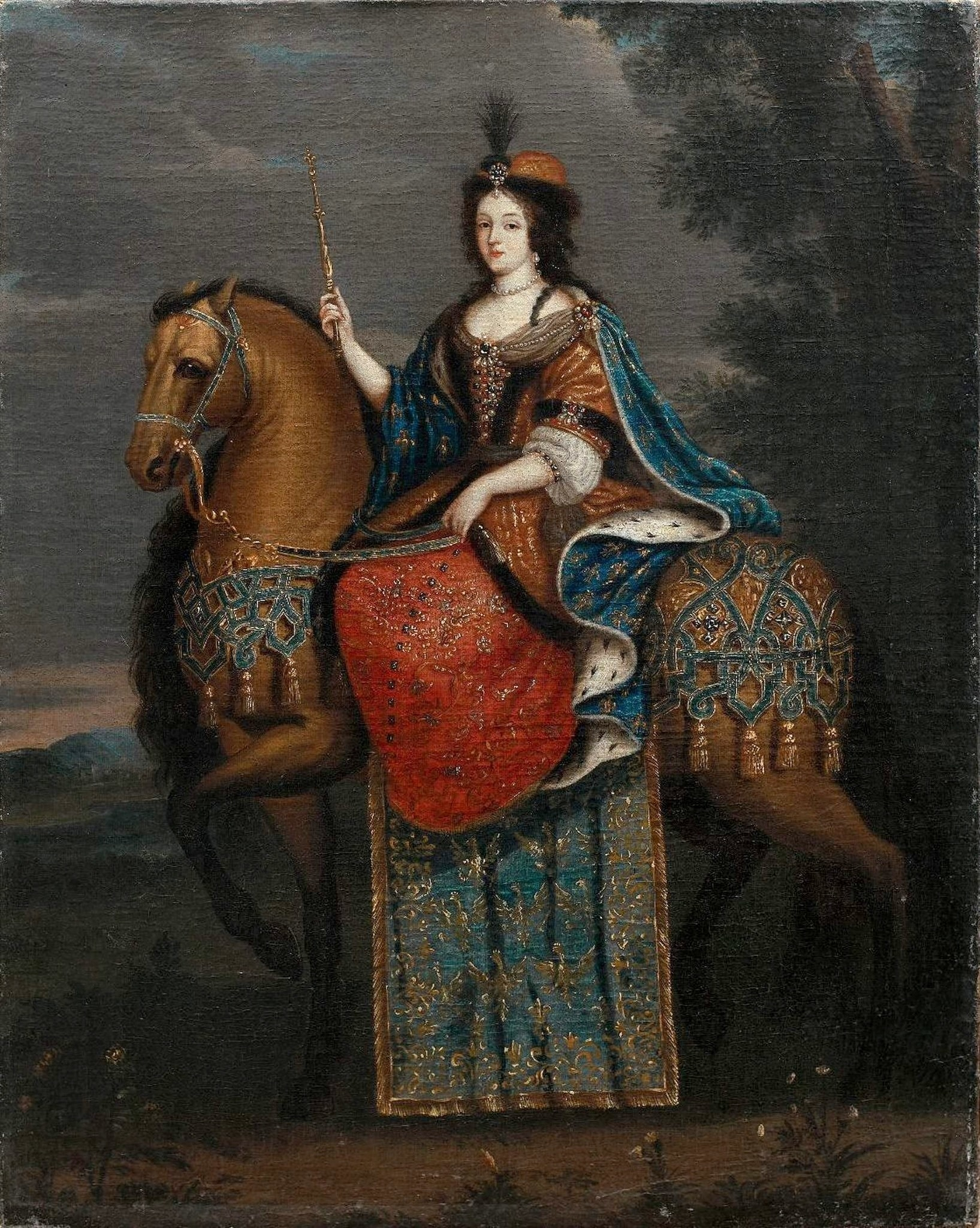
Oficiální jezdecký portrét královny Marie (70. léta 17. stol.)

V roce 1674 byl Jan Sobieski zvolen polským králem, na což měla vliv i jeho žena. Jako královna Marie Kazimíra podporovala navrhovanou polsko-francouzskou alianci a pokoušela se pro svou rodinu získat privilegia od francouzského krále Ludvíka XIV.
Královský pár je dnes známý svými milostnými dopisy vydanými dlouho po jejich smrti, z nichž většina byla napsaná mezi lety 1665 a 1683, kdy je rozdělovaly buď vojenská tažení Jana III. nebo královniny cesty do Paříže. Tyto dopisy dovolují nahlédnout jak do pocitů zamilovaného páru, tak odrážejí problémy, jimž tehdy čelili. Zároveň se v nichž řeší běžné přízemní záležitosti týkající se dvora a králova každodenní rozhodnutí, která se svou ženou často konzultoval. Jan III. svou ženu v těchto dopisech nazýval zdrobněle „Maruška“, pod kteroužto něžnou přezdívkou byla známa i na veřejnosti.
Jan Sobieski zemřel v roce 1696. Marie Kazimíra navždy Polsko opustila o 3 roky později a odjela do Říma, kde žila až do roku 1713, udržujíc tam přátelské styky s papeži. Posléze se vrátila do rodné Francie, nebylo ji však králem dovoleno přijít ke dvoru, takže dožila v městě Blois, kde zemřela ve věku 74 let. Její tělo bylo následujícího roku přeneseno do Varšavy a roku 1733 nakonec do Krakova, kde spočívá dodnes.

## Rodina
S Janem Zamoyským měli 4 děti, všechny však zemřely krátce po narození:
- Ludvika Marie (1659)
- syn (1660)
- Kateřina Barbara (1660–1662)
- dcera (1664)

S Janem Sobieským pak měli celkem 13 dětí:
- Jakub Ludvík (1667–1737) ⚭ 1691 Hedvika Alžběta Amálie Sobieská (1673–1722)
- dcery - dvojčata (1669)
- Tereza Teofila (1670)
- Adelaida Ludvika (1672–1677)
- Marie Tereza (1673–1675)
- dcera (1674)
- Tereza Kunegunda (1676–1730) ⚭ 1695 bavorský kurfiřt Maxmilián II. Emanuel (1662–1726)
- Alexandr Benedikt (1677–1714); zemřel svobodný a bezdětný
- dcera (1678)
- Konstantin Vladislav (1680–1726) ⚭ 1708 Marie Jozefa Wessel (1685–1761)
- Jan (1682–1685)
- dcera (1694)

Jen čtyři z jejich potomků se však dožili dospělosti: Jakub (později pretendent polského trůnu), Alexandr, Konstantin a Tereza Kunegunda (později manželka bavorského kurfiřta a matka římskoněmeckého vzdorocísaře Karla VII.).

## Galerie

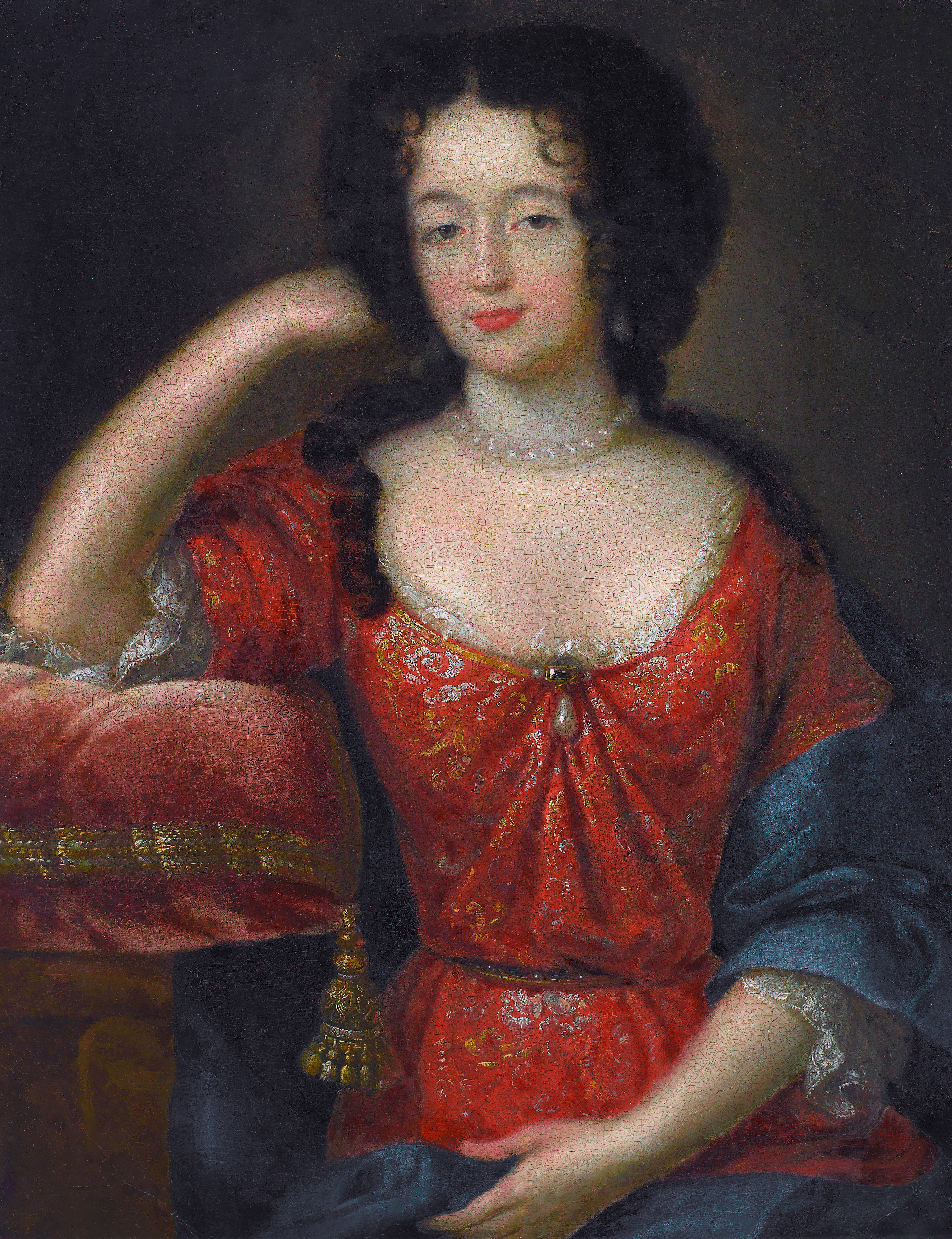
Marie Kazimíra Zamojská (~1660)
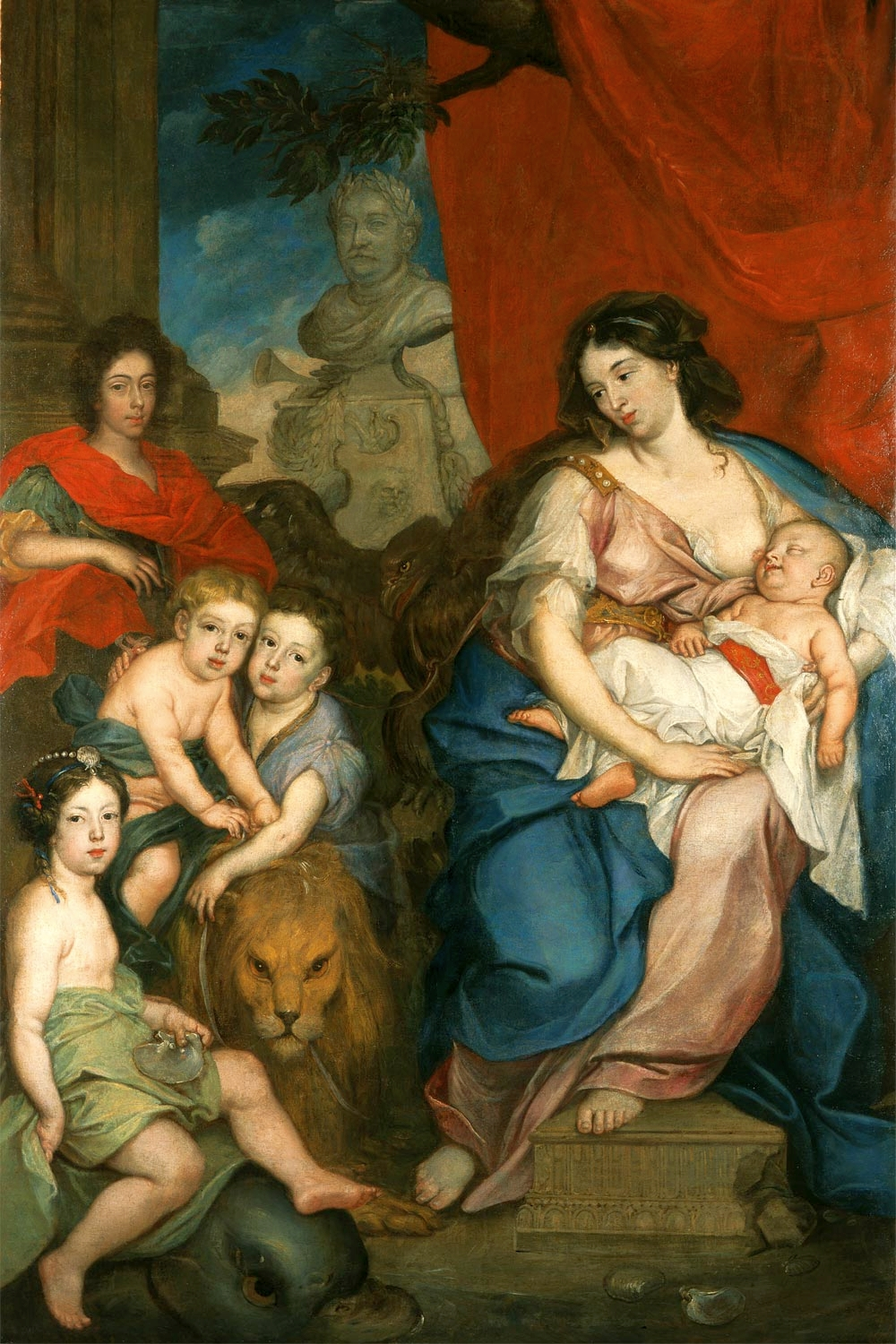
Marie Kazimíra s dětmi
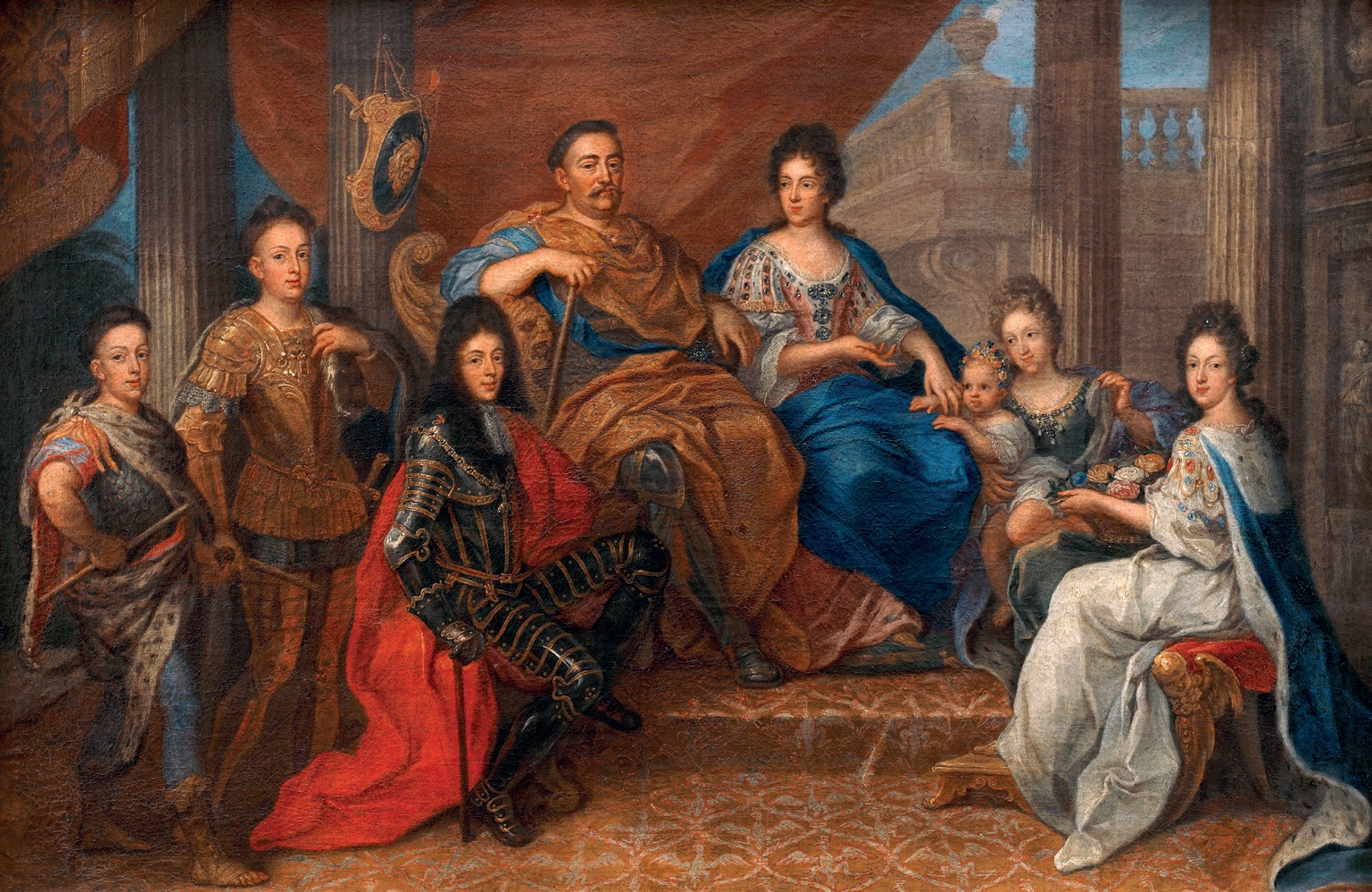
Jan III. s rodinou
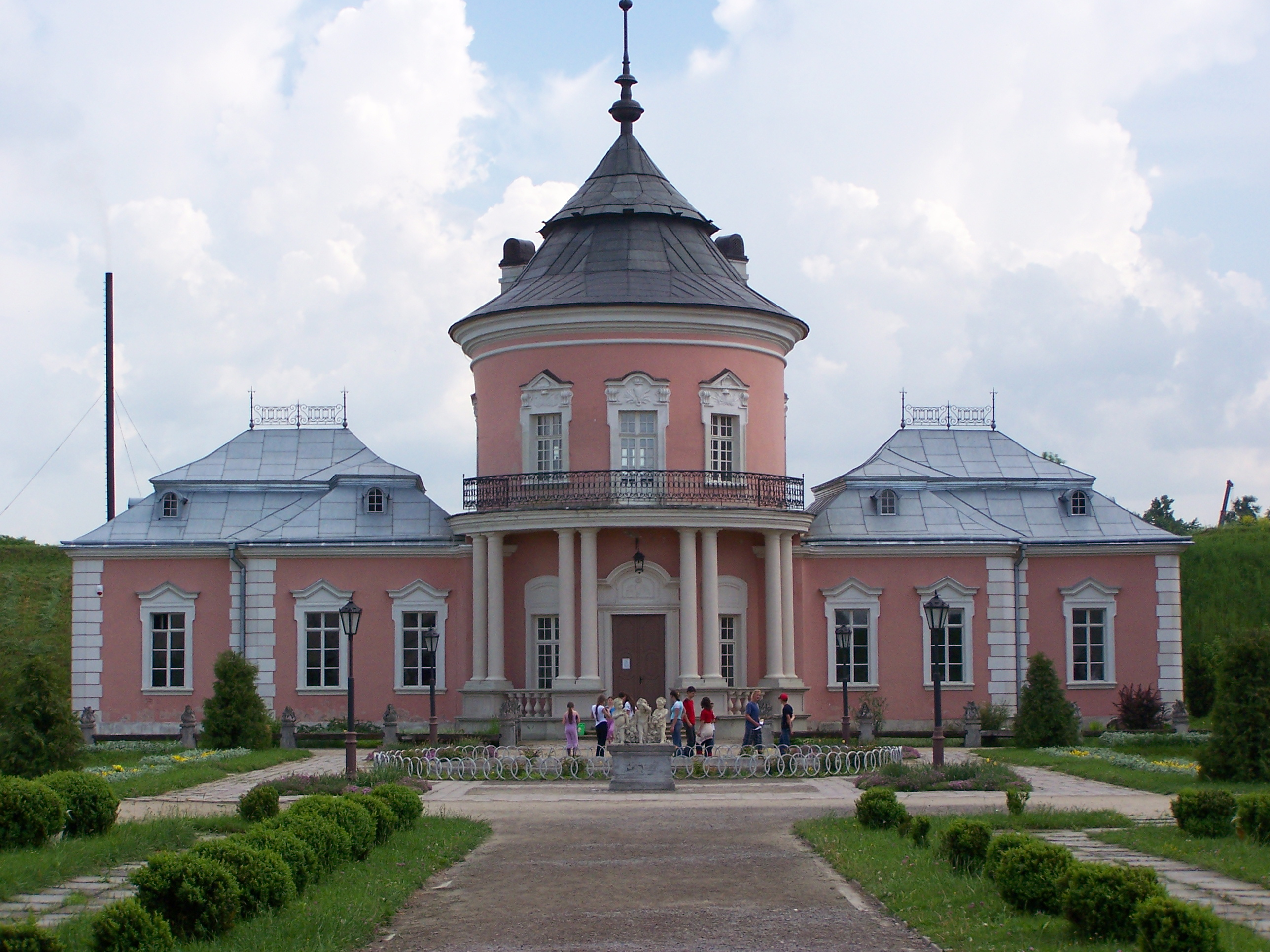
Královnin Čínský palác